# Anhée
Anhée är en kommun i Belgien.   Den ligger i provinsen Namur och regionen Vallonien, i den södra delen av landet, 84 kilometer sydost om huvudstaden Bryssel. Antalet invånare är 7 024. Anhée gränsar till Yvoir, Profondeville, Onhaye, Mettet och Dinant. 
Trakten runt Anhée består till största delen av jordbruksmark. Runt Anhée är det ganska tätbefolkat, med 116 invånare per kvadratkilometer.